# Japonologia
La japonologia o els estudis japonesos són l'estudi del Japó, estudi que abasta l'idioma, la cultura, història, literatura, art, música, ciència, etc. Les seves arrels remunten als holandesos presents a Dejima, Nagasaki durant el Període Edo. La fundació de la Societat Asiàtica del Japó a Yokohama el 1872 per homes com Ernest Satow i Frederick Victor Dickins va ser un impuls important per a aquesta incipient disciplina acadèmica que des de llavors ha crescut. El qui practica la japonologia és un japonòleg.

## Japonòlegs coneguts
- Ruth Benedict
- Luís Fróis
- Lafcadio Hearn
- Philipp Franz von Siebold
- Carl Peter Thunberg
- Arthur Waley
- Francesc Xavier[5]